# Thomas Kruithof
Pour les articles homonymes, voir Kruithof.
Thomas Kruithof est un réalisateur français né en 1976.

## Biographie
Thomas Kruithof déclare que son école (de cinéma) « a été de voir et de revoir des films ». Il réalise un court métrage en 2013, Rétention, avant de se faire connaître avec son premier long métrage, La Mécanique de l'ombre - « captivant thriller d'espionnage à la paranoïa stylisée » selon Télérama -, sorti en 2016.
Son second long métrage sorti en 2022, Les Promesses, est sélectionné pour la Mostra de Venise. Tourné à Clichy-sous-Bois et inspiré par la rénovation de la cité du Chêne Pointu, ce film met en scène Isabelle Huppert et Reda Kateb qu incarnent un duo entre une maire de banlieue en fin de mandat et son directeur de cabinet.

## Filmographie

### Court métrage
- 2013 : Rétention[6]

### Longs métrages
- 2016 : La Mécanique de l'ombre
- 2021 : Les Promesses
- 2025 : Les Braises[7]